# Svatý Mikuláš
Svatý Mikuláš là một làng thuộc huyện Kutná Hora, vùng Středočeský, Cộng hòa Séc.